# Glacies noricana
Glacies noricana is een vlinder uit de familie spanners (Geometridae). De wetenschappelijke naam is voor het eerst geldig gepubliceerd in 1898 door Wagner.
De soort komt voor in Europa.